# Sherman BARV
Der Sherman BARV war ein britischer Pionierpanzer. Das Kürzel BARV steht für Beach Armoured Recovery Vehicle (zu dt.: gepanzertes Strand-Bergefahrzeug). Das Einsatzkonzept sah vor, dass diese Fahrzeuge dafür sorgen sollten, dass der Verkehr an Landestränden reibungslos funktionieren konnte.

## Geschichte
Im Hinblick auf die Landung in der Normandie wurden eilig Fahrzeuge entwickelt, die amphibisch agieren konnten. Man kam allerdings nicht davon ab, auch nichtamphibisches Gerät, wie LKWs, Geschütze oder Panzer anzulanden. Hierbei stellte sich das Problem, dass diese Fahrzeuge in schlammigem oder sandigem Grund an Landestränden stecken blieben. Der Sherman BARV wurde konstruiert, um liegengebliebene Fahrzeuge zu bergen. 
Fünf Soldaten bedienten die BARV-Panzer. Sie waren alle mit Schwimmwesten ausgerüstet. Einer dieser Soldaten war Taucher, der ein Seil am abzuschleppenden Fahrzeug befestigte. Der BARV konnte nicht nur ziehen, sondern auch gestrandete Fahrzeuge vom Strand schieben.
Bis zum D-Day am 6. Juni 1944 waren 55 Sherman BARV gefertigt und einsatzbereit. Einige BARV dienten bis in die 1960er-Jahre und wurden dann von Centurion BARV abgelöst. In seiner langen Nachkriegsdienstzeit wurde der Sherman BARV in Sea Lion (zu dt.: Seelöwe) umbenannt.

## Technik

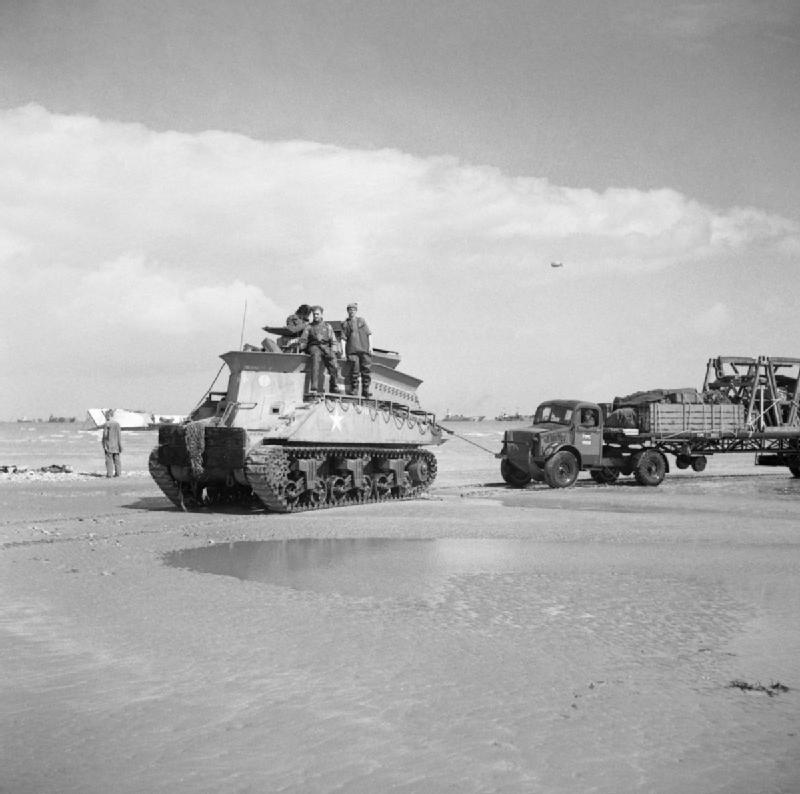
Shermann BARV im Einsatz

Der Sherman BARV wurde auf dem Fahrgestell des Kampfpanzers Sherman aufgebaut. Dabei wurde der Turm weggelassen. Stattdessen wurde ein hoher wasserdichter Aufbau installiert. Eine feste Seilwinde war noch nicht für dieses Fahrzeug vorgesehen, ebenso wenig eine Bewaffnung zur Selbstverteidigung.
Der Sherman BARV war rundum gepanzert und abschließbar. Mit seinem hohen Aufbau war das Fahrzeug in der Lage, in einer Tiefe von bis zu 2,70 m effektiv zu operieren. Am Bug des Fahrzeugs befand sich ein aus Bohlen gefertigter Schieber. So wurde sichergestellt, dass zu schiebende Fahrzeuge nicht beschädigt wurden. Wichtigste Aufgabe dieser Bohlen war das Zurückschieben festgefahrener Landungsboote in tieferes Fahrwasser.